# Volcanalia atrostriata
Volcanalia atrostriata är en insektsart som beskrevs av William Lucas Distant 1917. Volcanalia atrostriata ingår i släktet Volcanalia och familjen kilstritar.
Artens utbredningsområde är Seychellerna. Inga underarter finns listade i Catalogue of Life.